# 囲碁・将棋ジャーナル
囲碁・将棋ジャーナル（いご・しょうぎジャーナル）は、NHK衛星第2テレビジョンで1998年4月から2011年3月まで放送された囲碁界・将棋界の最新情報を伝えていた情報番組。前身の番組は1989年9月から1998年3月まで放送された『囲碁・将棋ウイークリー』であり、本記事で合わせて触れる。
2011年4月からは、地上波の教育テレビで放送の『囲碁・将棋フォーカス』（毎週日曜日11:45 - 12:15）に引き継がれる。

## 放送

### 囲碁・将棋ウイークリー
「囲碁・将棋ウイークリー」または「囲碁・将棋ウィークリー」として表記されている（後述）。
- 1989年9月3日 - 1998年3月28日[2]
  - JST・毎週日曜日 15:00-17:00
  - JST・毎週日曜日 13:00-15:00（大相撲中継のある週）
- 1991年9月14日 - 1996年3月30日[2]
  - JST・毎週土曜日 8:30-10:00
- 1996年4月6日 - 1998年3月28日[2]
  - JST・毎週土曜日 8:00-9:30

- 初回放送は1989年9月3日(日曜)の15:00-17:00[3]。「今週のトピック」は「奨励会入会試験」、「今週の将棋」は「第37期王座戦五番勝負第1局」、「今週の碁」は「応氏杯世界選手権戦第4局」を特集した。
- 1991年9月までの日中午後の放送枠においては、NHKでの大相撲中継のほか、編成の都合により放送日時は随時変更されている[2]。
- NHK番組表においては、当初「囲碁・将棋ウィークリー」(小文字表記)、「囲碁・将棋ウイークリー」(大文字表記)の表記が定まっておらず、概ね1991年7月までは「ウィークリー」(小文字表記)を基本としつつも放送回によっては「ウイークリー」(大文字表記)と表記していた。1991年8月以降は「囲碁・将棋ウイークリー」(大文字表記)の表記で固定されている[2]。土曜日午前の放送枠に移行後は、概ね定時放送となっている[2]。
放送日・放送時間一覧（NHKクロニクル）
  - 囲碁・将棋ウイークリー(大文字表記) / 囲碁・将棋ウィークリー(小文字表記)

### 囲碁・将棋ジャーナル
- 1998年4月11日 - 2011年3月11日[4]
  - JST・毎週土曜日の12:10-13:28に生放送
- 初回放送は1998年4月11日(土曜)の12:10-13:28、NHKのCT108スタジオからの生放送であった[5]。
- 2010年1月16日に放送500回を数えた[6]。
- 2005年度までは大相撲本場所が開催されている週は13:00までの短縮版での放送であったが、2006年度以降は通常通りの放送となっている。
- 『列島縦断短歌スペシャル』・『列島縦断俳句スペシャル』と放送日が重なる場合は休止となった。
- 2008年4月放送分よりデジタル放送では16:9のサイズで放送した（日本国内のみ）。ただし番組中のVTRは4:3の場合が多く、その場合サイドパネルが付いた。
放送日・放送時間一覧（NHKクロニクル）
  - 囲碁・将棋ジャーナル

### 番組内容
「今週の囲碁」「今週の将棋」
その週に行われた将棋と囲碁の棋戦の結果や動向・情報を伝えると共に、注目の一局ピックアップしてを聞き手と解説者とが盤を用いて解説した。
トーク
番組の冒頭や終わりに、出演者がトークをした。内容は、将棋の内容のほかにプライベートの部分にも話が及ぶことがあった。

### 最終回
2011年3月11日の日中に東北地方太平洋沖地震（東日本大震災）が発生して以来、1週間ほどNHKの番組は同震災を伝えるニュースや情報の一色となり、2011年3月12日放送予定の囲碁・将棋ジャーナルも放送中止となった。
その1週間後（2011年3月19日）に当番組は最終回を迎えたが、震災の一つである福島第一原子力発電所事故関連ニュースのため、放送時間が12:40 - 14:00に変更された。最終回の出演者は、武宮正樹（囲碁解説）、森内俊之（将棋解説）、矢代久美子（囲碁の解説聞き手）、高群佐知子（将棋の解説聞き手）、伊藤博英アナウンサー（司会）であった。内容は、張栩の棋聖位防衛、久保利明の王将位・棋王位防衛などを伝えるものであった。

## 司会と解説
2005年度までは囲碁・将棋の関係者各1名が司会をしていたが、2006年度の放送からNHKの男性アナウンサーが週替わりで総合司会となり、これに月替わりで囲碁・将棋の女流棋士（または女流アマ強豪）が解説聞き手として加わる3名体制となった（2008年度からは3か月交代、最終時は半年）。解説は、週替わりのゲストとして、囲碁・将棋のプロ棋士各1名が務めた。
聞き手・解説者がその週に何らかのタイトル戦に出場している場合は、自分の対局をとりあげることがある。

### 歴代司会者

#### 司会者2名の時代
囲碁
「囲碁・将棋ウイークリー」
- 堤加蓉子（1989年9月3日-1993年4月4日）
- 白江治彦（1993年4月10日-1996年3月30日）
- 小林千寿（1996年4月6日-1998年3月28日）
- 穂坂繭（1996年8月3日-1996年8月10日）

「囲碁・将棋ジャーナル」
- 小山竜吾（1998年4月11日-2000年3月25日）
- 佃亜紀子（2000年4月1日-2002年3月30日）
- 林芳美（2002年4月6日-2004年3月20日）
- 向井梢恵（2004年4月10日-2006年3月25日）

将棋
「囲碁・将棋ウイークリー」
- 神吉宏充（1989年9月3日-1993年4月4日）
- 清水市代（1993年4月10日-1996年3月30日）
- 古作登（1996年4月6日-1998年3月28日、元奨励会三段、週刊将棋編集者）

「囲碁・将棋ジャーナル」
- 山田久美（1998年4月11日-2000年3月25日）
- 北島忠雄（2000年4月1日-2002年3月30日）
- 矢内理絵子（2002年4月6日-2006年3月25日）

#### 司会者1名の時代
「囲碁・将棋ジャーナル」
- 伊藤博英アナウンサー（2006年4月 - 2011年3月）
- 福井慎二アナウンサー（2006年4月 - 2008年5月)
- 泉浩司アナウンサー（2007年4月 - 2011年、水戸局）
- 澗隨操司アナウンサー（2008年6月 - 2011年）
- 吉岡大輔アナウンサー（ - 2011年）
- 長野亮アナウンサー